# Luigi Natoli (écrivain)
Pour les articles homonymes, voir Natoli et Luigi Natoli.
Luigi Natoli, né à Palerme le 14 avril 1857 et décédé en cette même ville le 25 mars 1941, est un romancier italien qui a également publié sous le nom de William Galt.

## Biographie
Fils d'un fonctionnaire de l'administration du royaume des Deux-Siciles, Luigi Natoli est arrêté par la police bourbonnienne et incarcéré avec ses parents à la prison de la Vicaria, pour avoir porté une chemise rouge quelques jours avant l'arrivée de Giuseppe Garibaldi aux portes de Palerme. Leurs biens sont confisqués et brûlés.
Il commence à écrire dans les journaux à dix-sept ans. Il enseigne en lycées à partir de ses vingt-trois.
Il a de nombreux enfants, nés de deux mariages.
Très prolifique, il a publié vingt-cinq romans, dont le plus célèbre d'entre eux est I Beati Paoli, initialement publié en feuilleton dans le Giornale di Sicilia à partir de 1909, et édité pour la première fois à Palerme, en 1921, ainsi que sa suite, Coriolano della Floresta. Cette série de cape et d'épée dans laquelle il déploie une description historique rigoureuse dans un cadre romanesque est rapidement très populaire en Sicile et devient un succès de vente aux États-Unis portée par l'immigration italienne. Elle est traduite en français en trois tomes en 1990 sous le titre L'Histoire des Beati Paoli (volume 1 : Le Bâtard de Palerme ; volume 2 : Mort à Messine : volume 3 : Coriolano).
Il écrit également dans le Giornale di Sicilia sous le nom de Maurus. Il est aussi l'auteur d'une Histoire de la Sicile de la préhistoire au fascisme (1935), et d'une centaine de récits regroupés en italiens dans Histoires et légendes.
Lors des élections administratives à Palerme en juillet 1914, il est candidat sur la liste de l'Union des partis populaires, aux côtés des parlementaires Tasca, Restivo, Drago et Di Stefano, sans qu'aucun de soit élu.
Il refuse une proposition de travail de Mussolini ce qui lui vaut d'être exclu de l'enseignement. Pour ses écrits, notamment son roman consacré au frère Diego La Matina, il est mis au ban par de l’Église.